# Prunus kuramica
Prunus kuramica är en rosväxtart som först beskrevs av Sergei Ivanovitsch Korshinsky, och fick sitt nu gällande namn av Kitamura. Prunus kuramica ingår i släktet prunusar, och familjen rosväxter. Inga underarter finns listade i Catalogue of Life.